# Michel Miklík
Michel Miklík (* 31. červenec 1982, Piešťany) je slovenský hokejový útočník, hrající ve finské SM-lize za klub JYP Jyväskylä.

## Klubový hokej
Je odchovancem Piešťan. V roce 2001 debutoval ve slovenské extralize v dresu Liptovského Mikuláše, později působil v klubech MsHK Žilina, Dukla Trenčín a v Košicích, s nimiž získal dva tituly mistra Slovenska. Během čtyř sezón v dresu Košic nastoupil do 218 zápasů, ve kterých získal 141 bodů (84+57). Před sezónou 2012/13 se s klubem HC Slovan Bratislava dohodl na smlouvě na dvě sezóny do 30. dubna 2014.

### Klubové statistiky
| Sezona      | Klub                     | Soutěž      | Základní část | Základní část | Základní část | Základní část | Základní část | Play off | Play off | Play off | Play off | Play off |
| Sezona      | Klub                     | Soutěž      | Z             | G             | A             | B             | TM            | Z        | G        | A        | B        | TM       |
| ----------- | ------------------------ | ----------- | ------------- | ------------- | ------------- | ------------- | ------------- | -------- | -------- | -------- | -------- | -------- |
| 2001/02     | MHk 32 Liptovský Mikuláš | SE          | 15            | 0             | 0             | 0             | 0             | —        | —        | —        | —        | —        |
| 2002/03     | MHk 32 Liptovský Mikuláš | SE          | 51            | 4             | 6             | 10            | 26            | —        | —        | —        | —        | —        |
| 2003/04     | MHk 32 Liptovský Mikuláš | SE          | 45            | 5             | 1             | 6             | 10            | —        | —        | —        | —        | —        |
| 2004/05     | MHk 32 Liptovský Mikuláš | SE          | 43            | 7             | 7             | 14            | 4             | 5        | 1        | 0        | 1        | 0        |
| 2005/06     | MHk 32 Liptovský Mikuláš | SE          | 31            | 1             | 4             | 5             | 12            | —        | —        | —        | —        | —        |
| 2005/06     | MsHK Žilina              | SE          | 22            | 4             | 3             | 7             | 10            | —        | —        | —        | —        | —        |
| 2006/07     | MHk 32 Liptovský Mikuláš | SE          | 54            | 19            | 15            | 34            | 38            | —        | —        | —        | —        | —        |
| 2007/08     | HC Košice                | SE          | 52            | 13            | 7             | 20            | 12            | 19       | 7        | 7        | 14       | 6        |
| 2008/09     | HC Košice                | SE          | 54            | 20            | 22            | 42            | 24            | 18       | 3        | 2        | 5        | 8        |
| 2010/10     | Dukla Trenčín            | SE          | 25            | 8             | 8             | 16            | 6             | —        | —        | —        | —        | —        |
| 2010/11     | HC Košice                | SE          | 57            | 29            | 14            | 43            | 10            | 14       | 8        | 6        | 14       | 14       |
| 2011/12     | HC Košice                | SE          | 55            | 22            | 14            | 36            | 12            | 16       | 6        | 5        | 11       | 6        |
| 2012/13     | HC Slovan Bratislava     | KHL         | 52            | 9             | 15            | 24            | 16            | 4        | 0        | 2        | 2        | 0        |
| 2013/14     | HC Slovan Bratislava     | KHL         | 54            | 14            | 18            | 32            | 10            | —        | —        | —        | —        | —        |
| KHL celkově | KHL celkově              | KHL celkově | 106           | 23            | 33            | 56            | 26            | 4        | 0        | 2        | 2        | 0        |
| SE celkově  | SE celkově               | SE celkově  | 504           | 132           | 101           | 233           | 164           | 72       | 25       | 20       | 45       | 34       |

## Reprezentace
V slovenském dresu odehrál 69 zápasů, vstřelil 12 gólů. První duel na Mistrovství světa odehrál 4. května 2012 proti Kanadě.
Statistiky reprezentace na Mistrovstvích světa a Olympijských hrách:
| Turnaj        | Místo konání                             | Z  | G  | A  | B  | Umístění         | Soupisky          |
| ------------- | ---------------------------------------- | -- | -- | -- | -- | ---------------- | ----------------- |
| MS 2012       | Finsko a Švédsko (Helsinky, Stockholm)   | 10 | 1  | 1  | 2  | Stříbrná medaile | Soupiska MS 2012  |
| MS 2013       | Švédsko a Finsko (Stockholm, Helsinky)   | 8  | 2  | 2  | 4  | 8. místo         | Soupiska MS 2013  |
| ZOH 2014      | Rusko (Soči)                             | 4  | 0  | 0  | 0  | 11. místo        | Soupiska ZOH 2014 |
| MS 2014       | Bělorusko (Minsk)                        | 7  | 4  | 7  | 11 | 9. místo         | Soupiska MS 2014  |
| MS 2015       | Česko (Praha, Ostrava)                   | 5  | 0  | 0  | 0  | 9. místo         | Soupiska MS 2015  |
| MS 2017       | Německo Francie (Kolín nad Rýnem, Paříž) | 7  | 3  | 2  | 5  | 14. místo        | Soupiska MS 2017  |
| Celkem na MS  |                                          | 37 | 10 | 12 | 22 |                  |                   |
| Celkem na ZOH |                                          | 4  | 0  | 0  | 0  |                  |                   |